# São Sebastião da Boa Vista
São Sebastião da Boa Vista – miasto i gmina w Brazylii, w stanie Pará. Znajduje się w mezoregionie Marajó i mikroregionie Furos de Breves.